# 豊年祭 (田縣神社)
豊年祭（ほうねんまつり・ほうねんさい）は、愛知県小牧市田県町に鎮座する田縣神社の祭礼行事。生殖器崇拝の奇祭として知られ、閉乃固祭り（へのこまつり）の別称がある。道祖神祭と田楽祭の要素が合体した祭で、毎年3月15日に子孫繁栄と五穀豊穣を祈願する市指定の無形民俗文化財。

## 概要

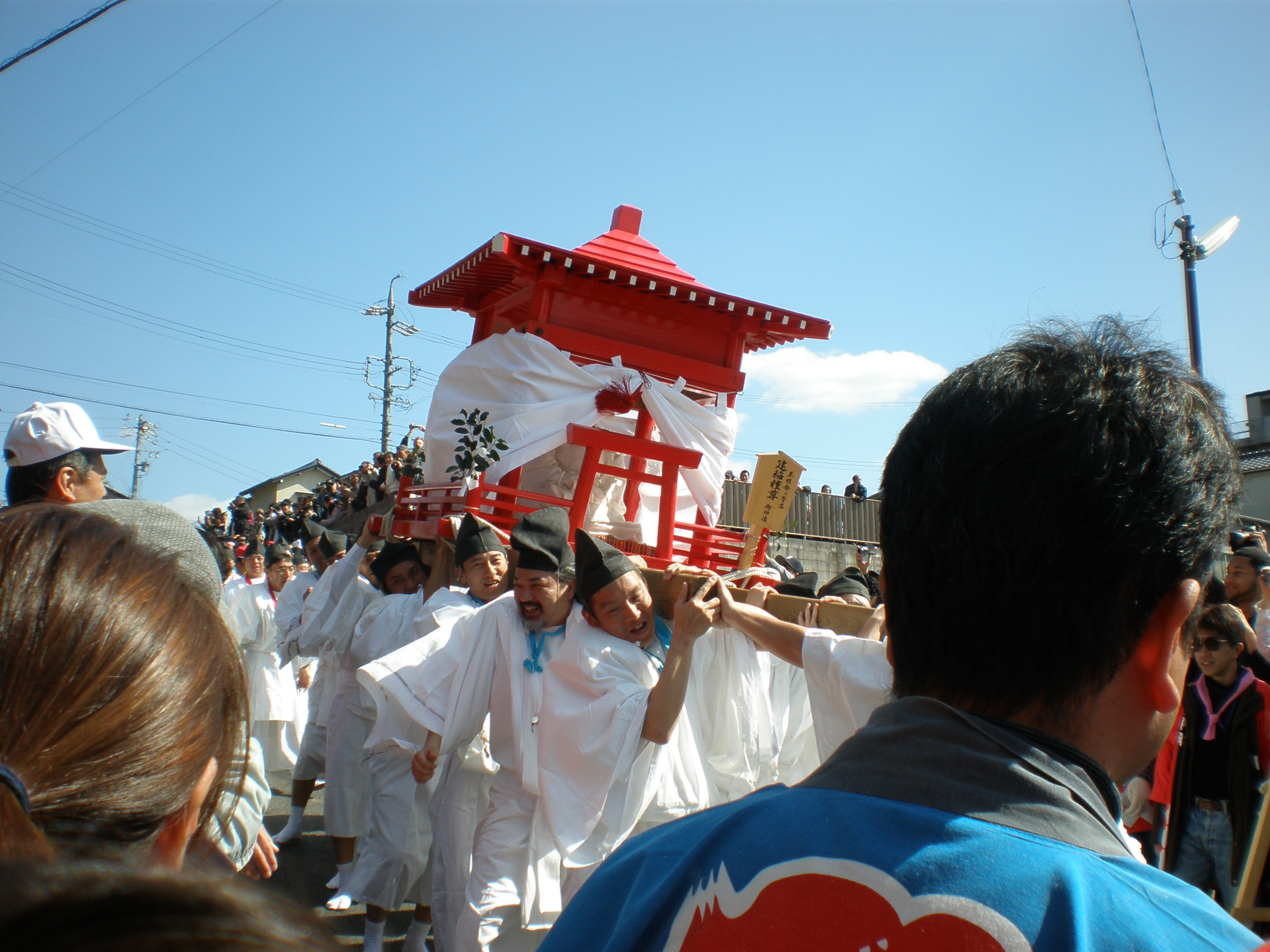
建稲種命を納めた御前御輿

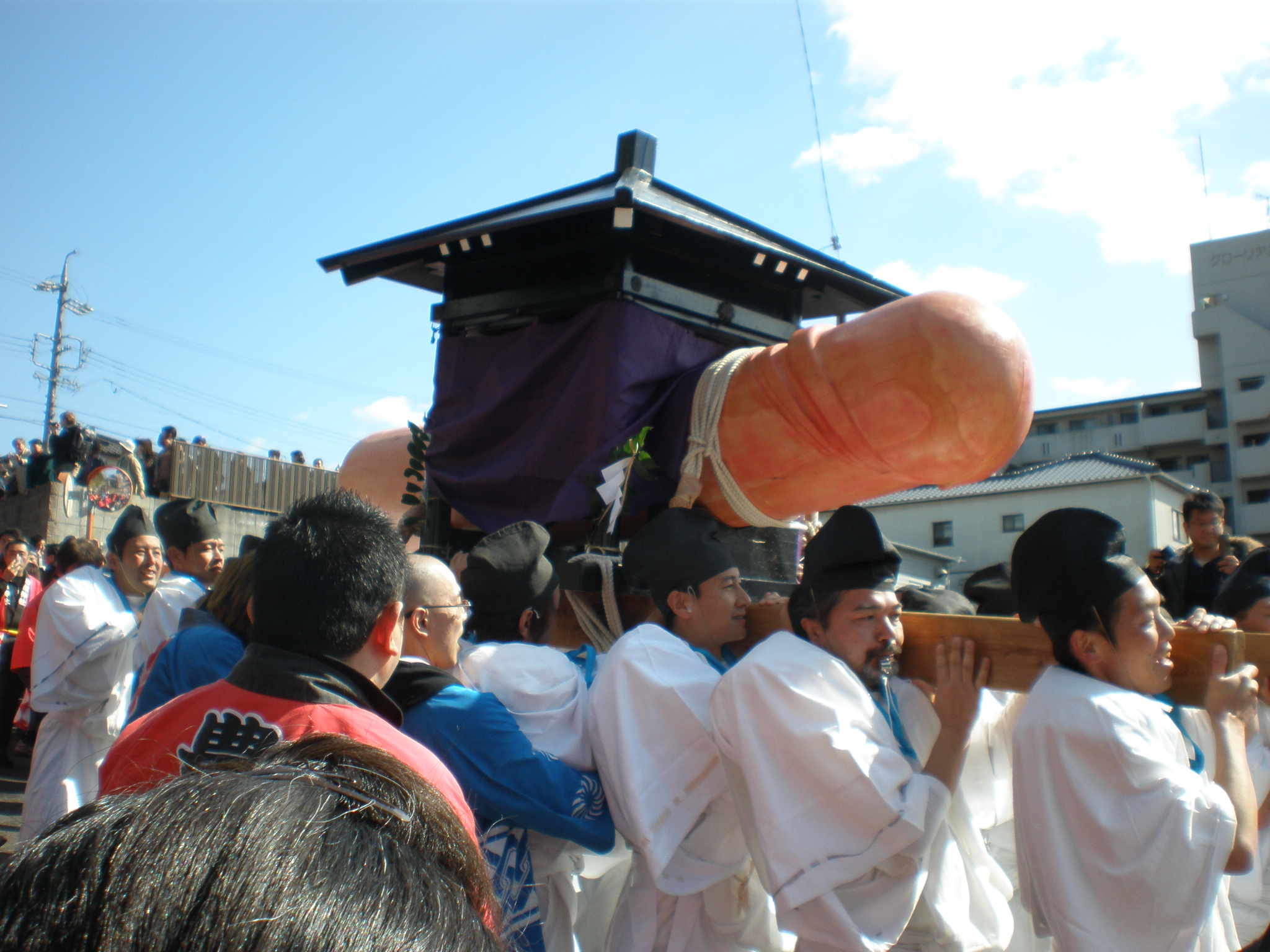
大男茎形の御輿

田縣神社の祭神である玉姫命（たまひめのみこと）に夫神の建稲種命（たけいなだねのみこと）をお迎えする形式の祭りで、御旅所となる近隣の神明社、または熊野神社から一年毎に交互で行列を出す。かつては近隣の久保寺が田縣神社の神宮寺であったことから、祭りの御輿も久保寺から発輿していたという。地元では建稲種命が玉姫命を娶りにやって来る祭りであると伝承されている。
行列は猿田彦を先頭に、男根を描いた大幟、長さ40cm程の男茎形（おわせがた）の供物を奉持した婦人、祭神御歳神の御神像を納めた鳳輦、建稲種命の御神像を納めた御前御輿、長さ2m余り直径60cmの木製丹塗りの大男茎形（おおおわせがた）の御輿、楽を奏でる伶人、大榊、木遣衆などが連なり、街道筋を埋めた数万人の大観衆が見守る中を渡御する。大榊が田縣神社境内に着くや否や、観衆はこの大榊一葉を手に入れようと奪い合いを始める。榊葉は家の神棚に捧げておくと幸運が訪れるといわれ、苗代の時期に豊作を願って御札と一緒に田圃の水口に立てたりもする。かつては男根の作り物を田に立てたこともあったという。大男茎形の御輿が境内の拝殿に奉納され、最後に5千個の餅が境内でまかれて祭りは納められる。
御輿の大男茎形は毎年祭日の8日前から木曽檜の材で造り替えられる。
田縣神社と同じく玉姫命を祭神に祀る、犬山市の姫の宮（大縣神社摂社）では、女陰形の供物などを納めた神輿と大幟を渡御する祭礼があり、この姫の宮の豊年祭を「陰の祭り」、対する田縣の豊年祭を「陽の祭り」と呼ぶことがある。いずれも祭礼の日が同日あるいは近日であるため二つの神社による一つの祭礼と誤解されることも多いが、もとより別々の祭りである。
本来は年明け最初の満月の日である小正月（旧暦1月15日）に行われた田遊びの一種で、男女の営みを模した「かまけわざ」を神に見せて五穀豊穣を願う素朴な祭りだった。

## 変容

### 江戸時代
裃を着て太刀を持った2尺程の大きさの藁人形を1尺8寸の朱色の大男茎形に乗せて担ぎ、その後ろを数名が木製の男茎形を一つずつ担いでいた。

### 戦前
行列の規模は20名ほどで、裃姿に刀を差した1尺5寸程度の大きさの藁人形に、2尺3寸の朱塗りの大男茎形に乗せていた。

### 戦後
祭りの観光化に伴って特に男根だけが強調されて巨大化し昭和24年から2メートルという大男茎形が作られるようになった。
行列の規模も大きくなり、現在の形まで拡大している。

## ギャラリー

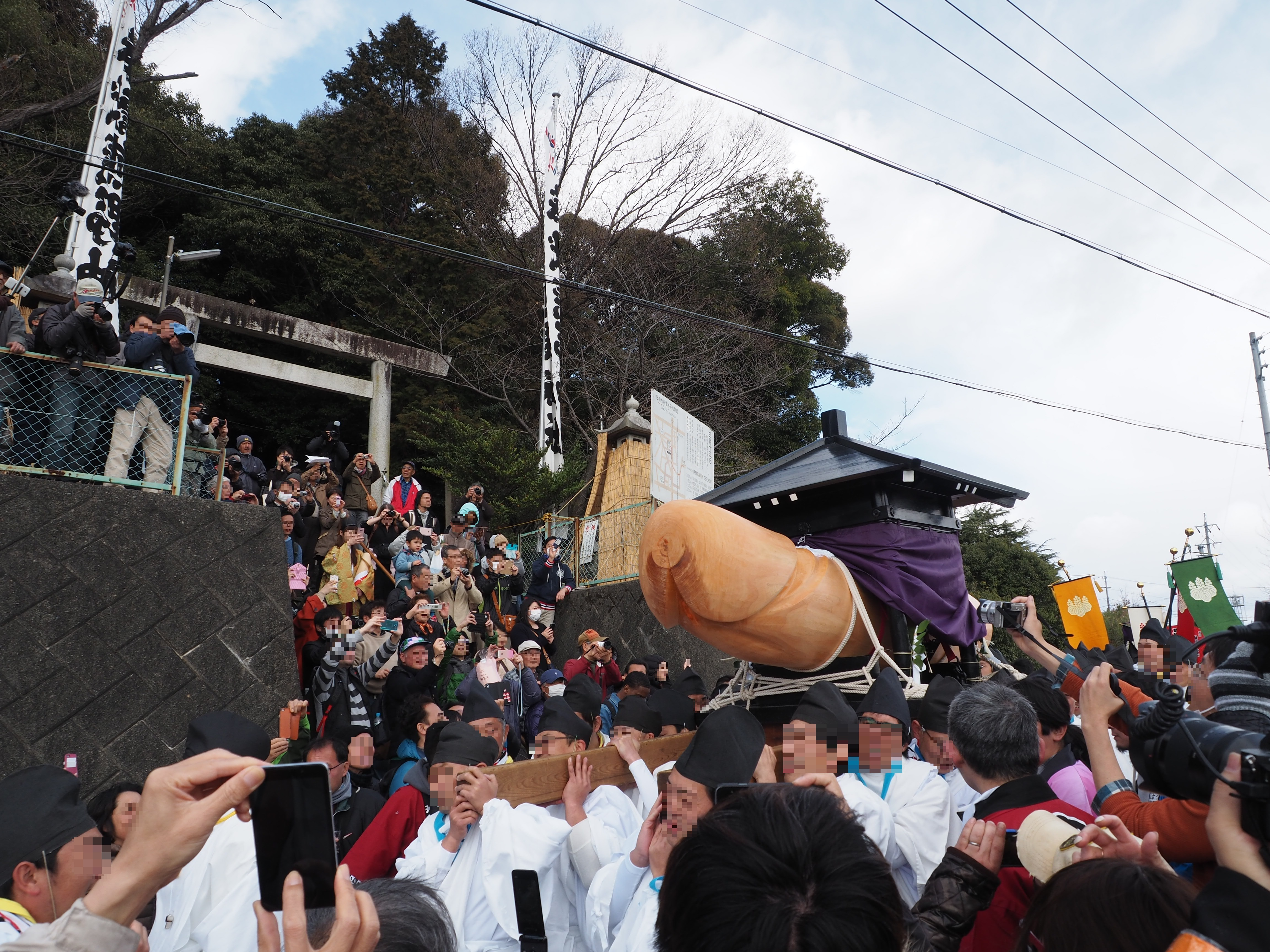
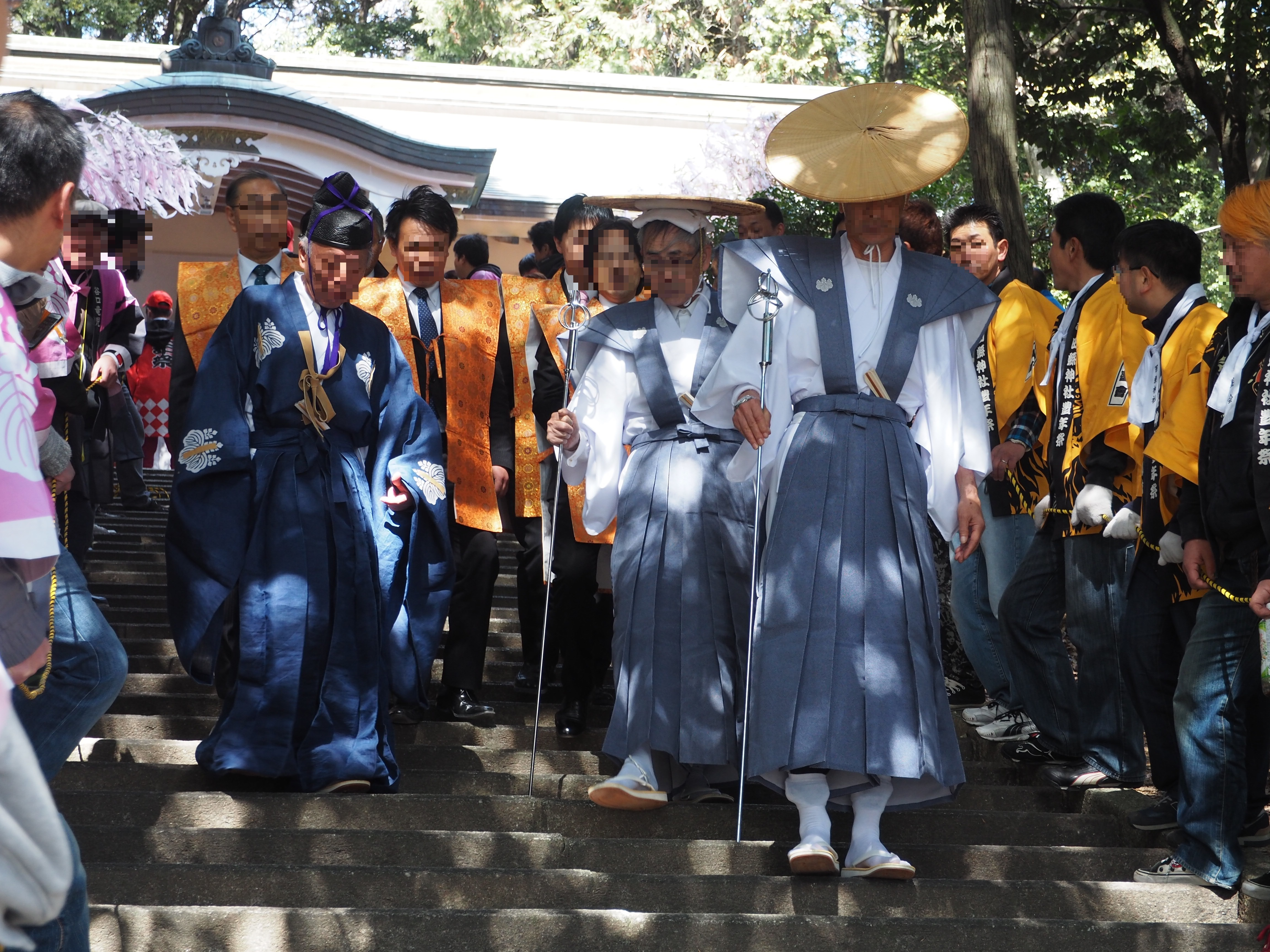
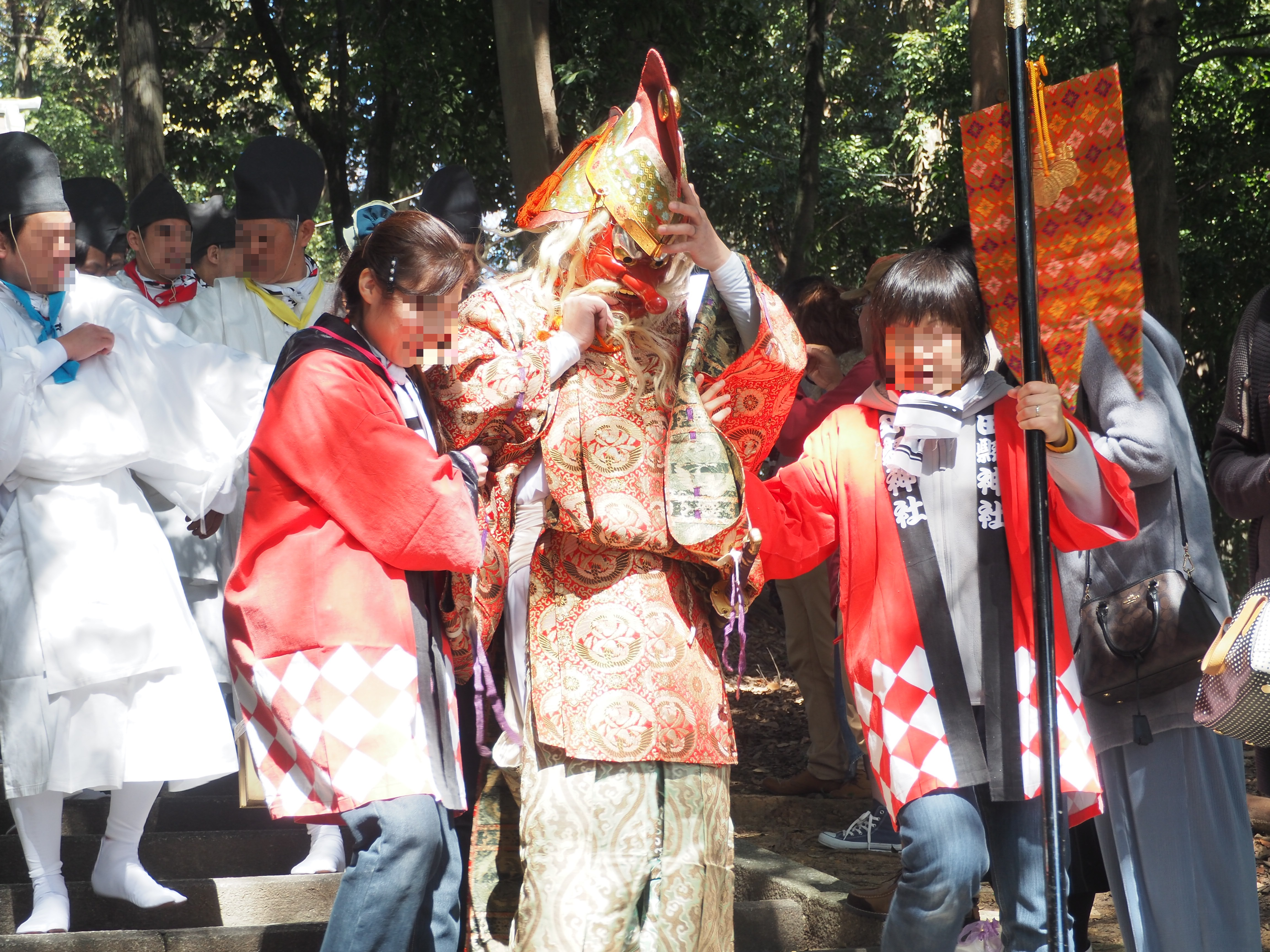
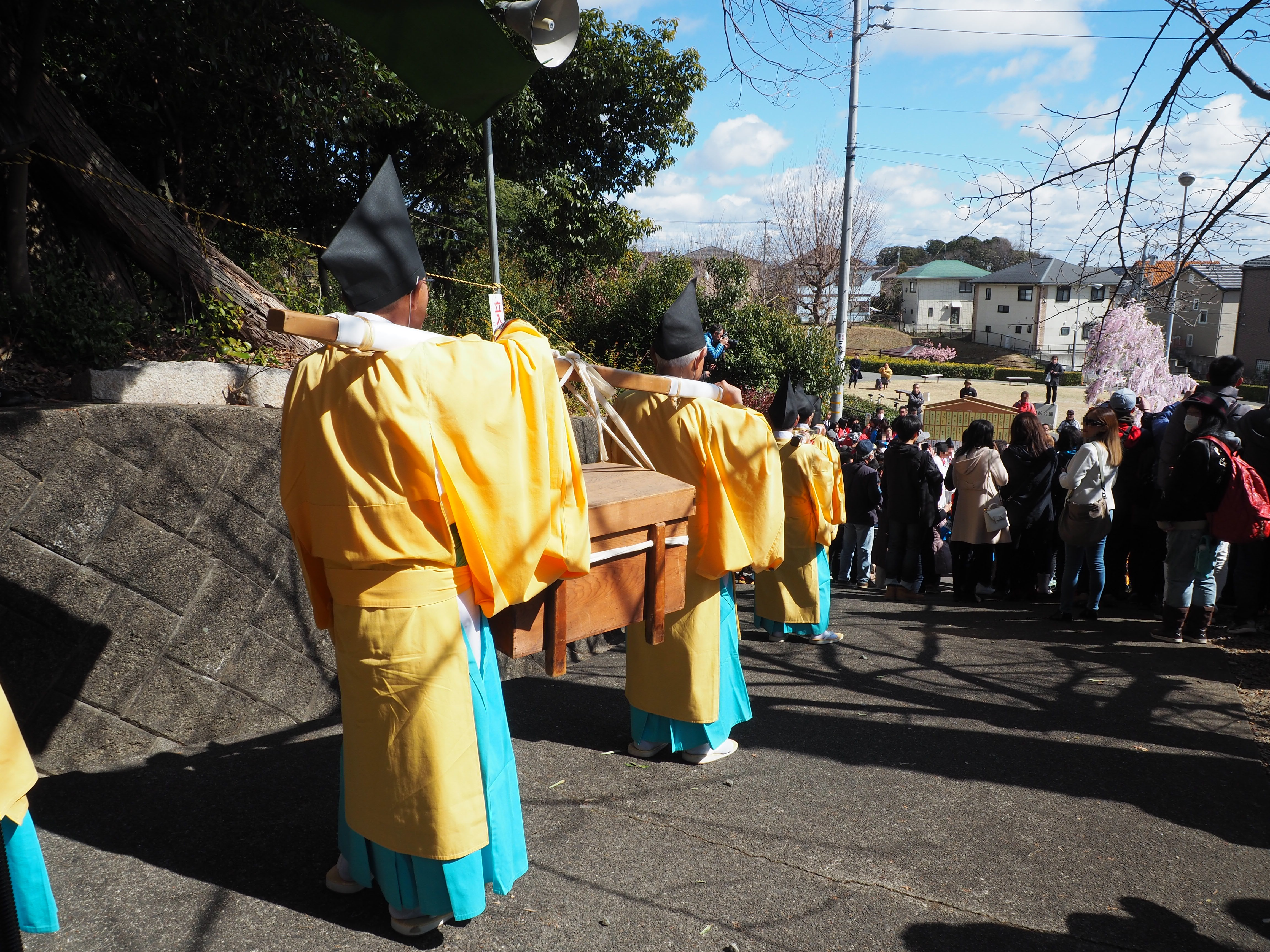
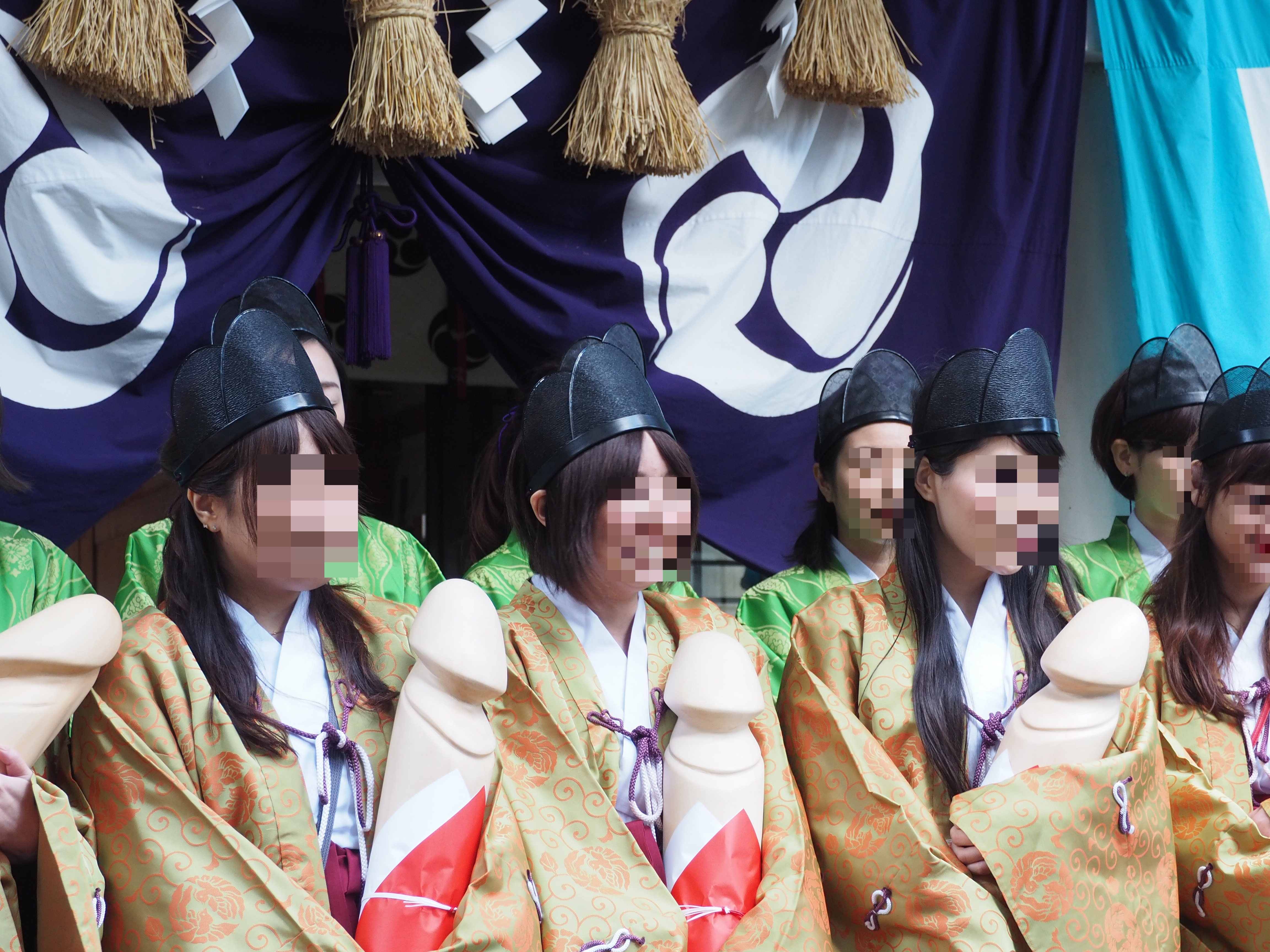
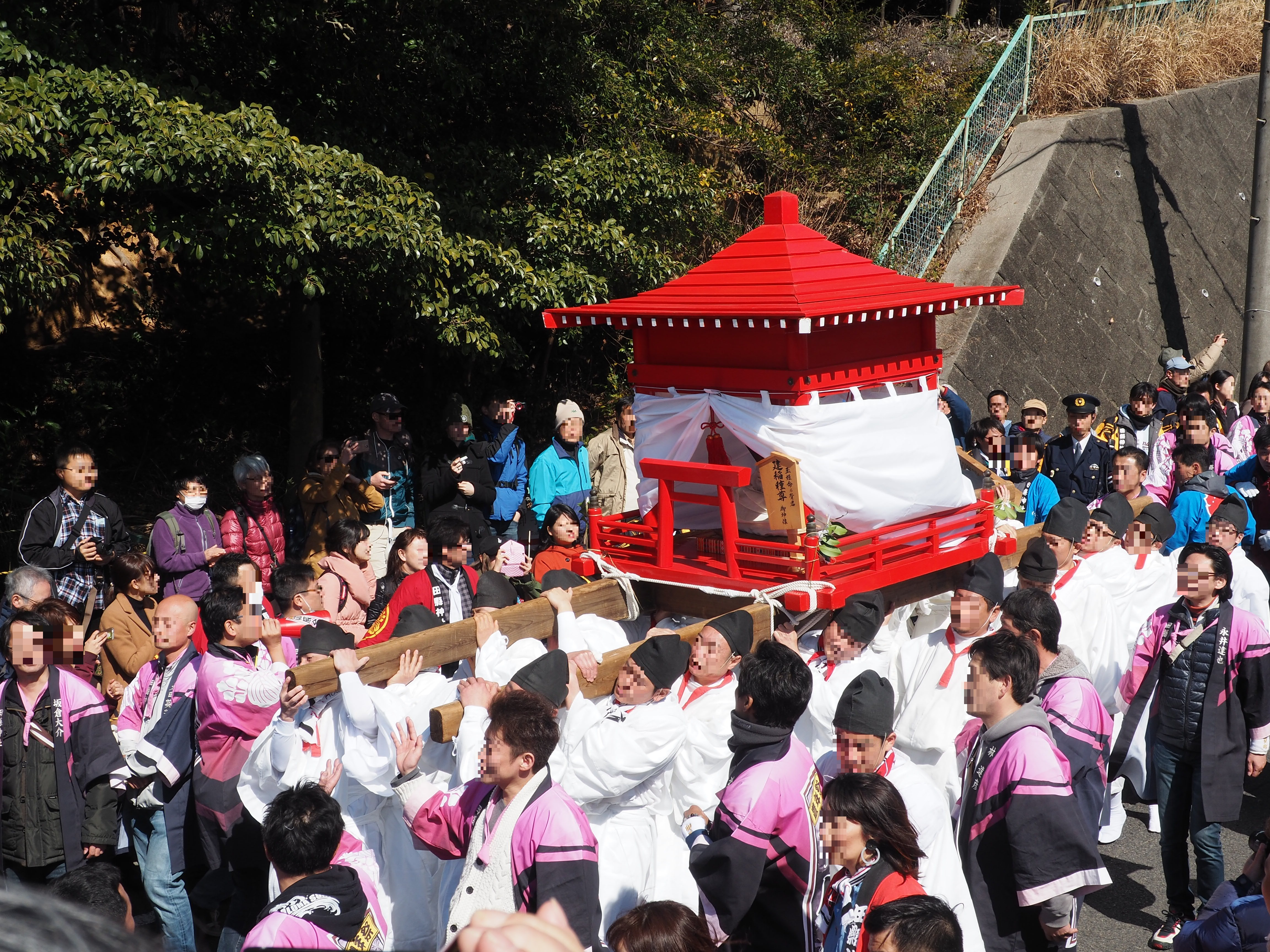
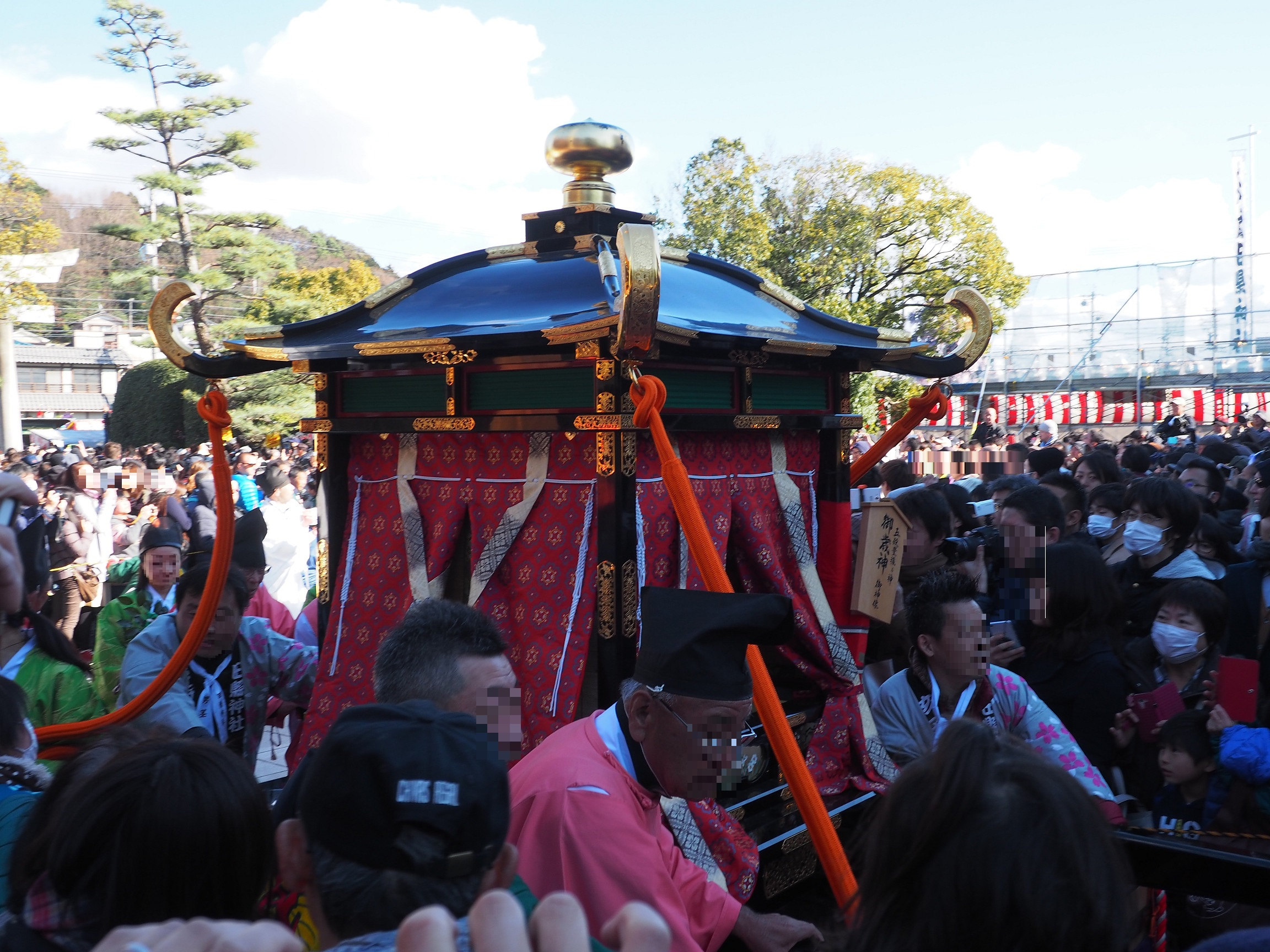
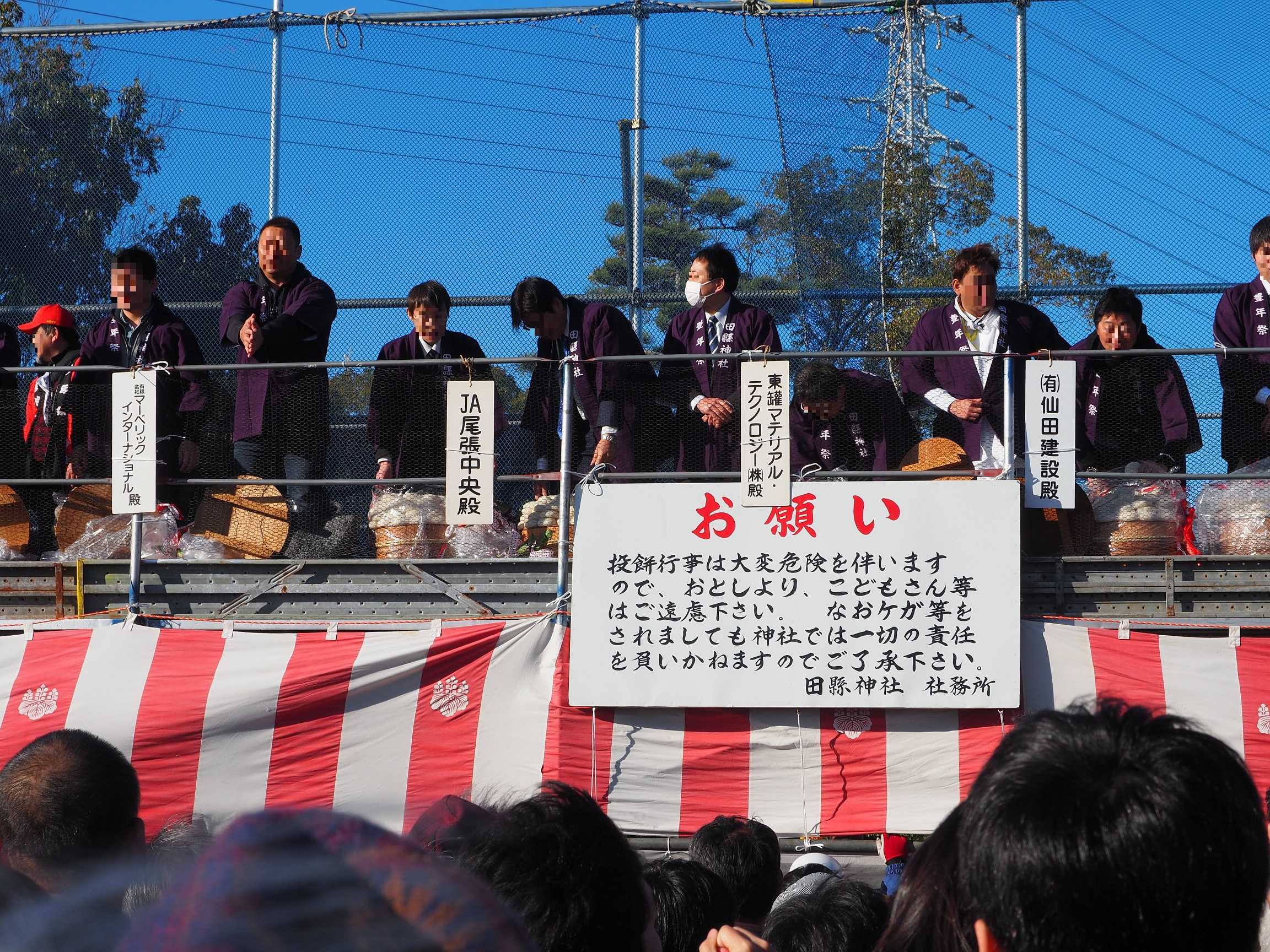